# 小北駅
小北駅（しょうほくえき、中文表記: 小北站）は、中華人民共和国広東省広州市越秀区環市中路にある広州地下鉄5号線の駅である。

## 歴史
- 2009年12月28日：開業[1]。

## 駅構造
島式ホーム1面2線を有する地下駅。東コンコースと西コンコースが設置されていますが、両コンコースは非改札エリアでは接続されていません。

### のりば
| 番線 | 路線    | 行先             |
| ---- | ------- | ---------------- |
| 1    | ■ 5号線 | 黄埔新港方面     |
| 2    | ■ 5号線 | 広州駅・滘口方面 |

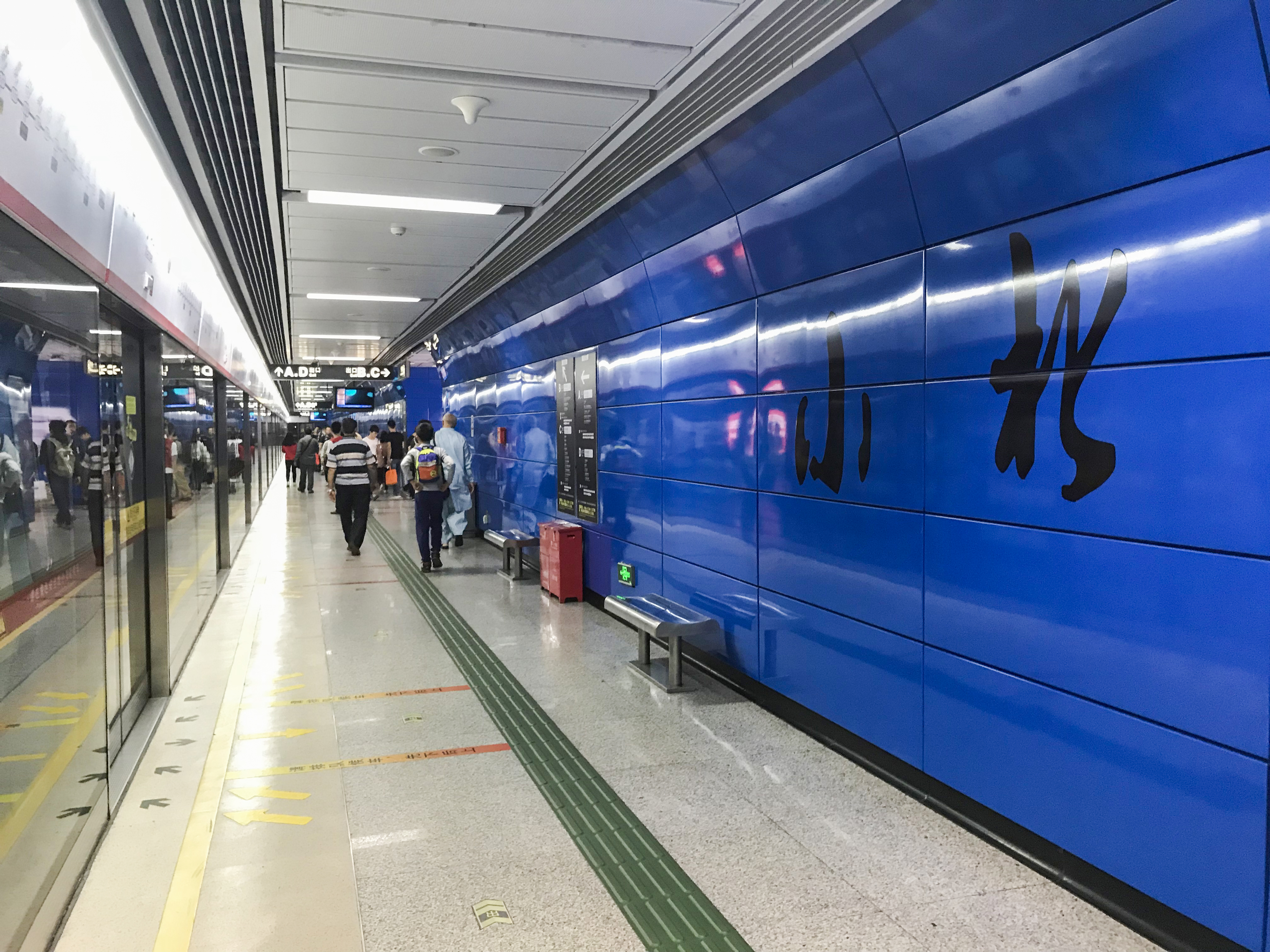
ホーム（2018年3月）
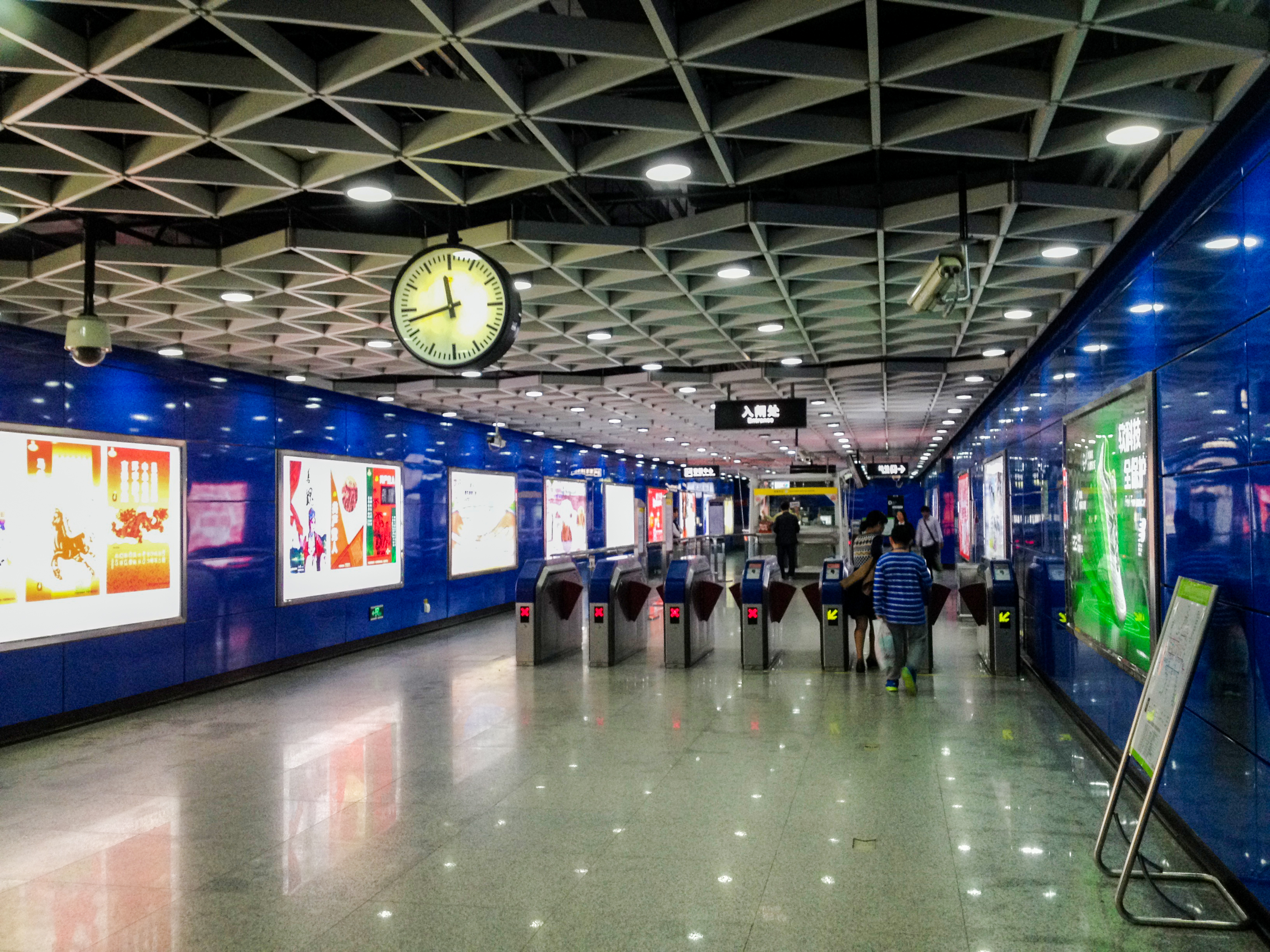
西コンコース
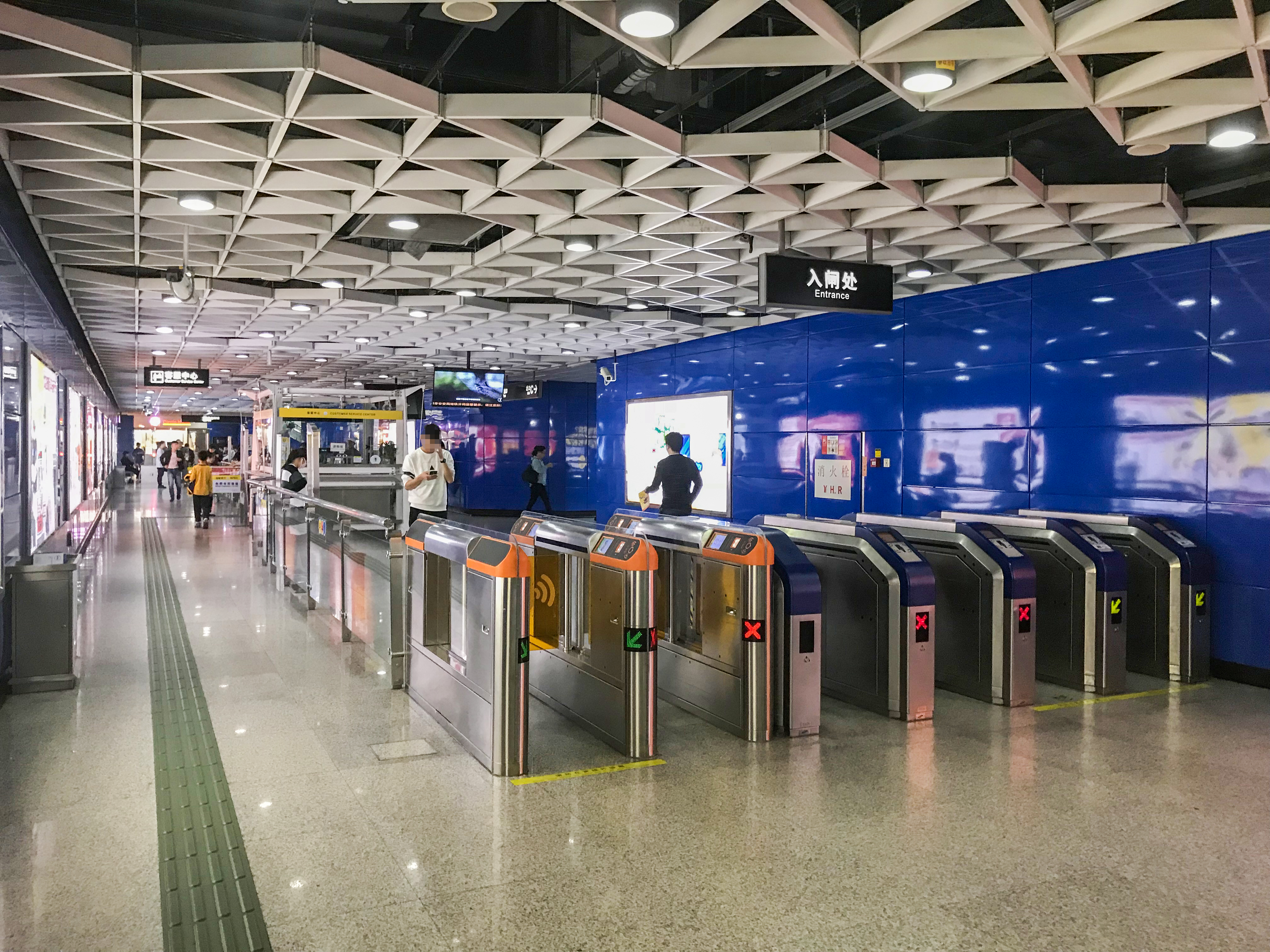
東コンコース

## 駅周辺
- 小北路
- 北秀ビル
- 肇慶ビル
- 環市中路
- 麓景路
- 童心路
- 怡東ビル

## 隣の駅
広州地下鉄
■ 5号線
広州駅 506 - 小北駅 507 - 淘金駅 508